# Ringlstetter (Fernsehsendung)
Ringlstetter war eine Talkshow, die von 2016 bis 2025 immer am späten Donnerstagabend im BR Fernsehen ausgestrahlt wurde. In jeder Sendung begrüßten Moderator Hannes Ringlstetter und Co-Moderatorin Carolin Matzko zwei prominente Gäste. Produziert wurde die Sendung von der Superfilm Filmproduktions GmbH.
Nach 250 Sendungen verabschiedete sich die Sendung mit einer 75-minütigen-XXL-Show am 22. Mai 2025.

## Ablauf
Aufgezeichnet wurde die Sendung jeden Mittwoch Abend bei Plazamedia in Ismaning vor Studiopublikum. Zusammen mit Co-Moderatorin Carolin Matzko handelte Ringlstetter zu Beginn der Sendung die aktuellen Themen der Woche ab. Im Anschluss daran folgte der Talk mit den in der Regel zwei prominenten Gästen. Die Musik kam von der Ringlstetter Band.

## Episodenliste

### Staffel 1
| Nr. ges. | Nr. | Erstausstrahlung  | Gäste                                                                                              |
| -------- | --- | ----------------- | -------------------------------------------------------------------------------------------------- |
| 1        | 1   | 1. Dezember 2016  | Ina Müller und Christian Tramitz                                                                   |
| 2        | 2   | 8. Dezember 2016  | Rita Falk und Sebastian Bezzel, Musik von den Sportfreunden Stiller                                |
| 3        | 3   | 15. Dezember 2016 | Volker Klüpfel, Michael Kobr und Nicole Jäger                                                      |
| 4        | 4   | 22. Dezember 2016 | Tamara Dietl und Helmfried von Lüttichau                                                           |
| 5        | 5   | 19. Dezember 2016 | Johanna Bittenbinder und die Band Dicht & Ergreifend                                               |
| 6        | 6   | 12. Januar 2017   | Voodoo Jürgens und Markus Kavka                                                                    |
| 7        | 7   | 19. Januar 2017   | Amelie Fried und Jan Becker                                                                        |
| 8        | 8   | 26. Januar 2017   | Christoph Süß und Christoph Weiherer                                                               |
| 9        | 9   | 2. Februar 2017   | Alfred Dorfer und Martina Schwarzmann                                                              |
| 10       | 10  | 9. Februar 2017   | Udo Wachtveitl, Matthias Steiner und Stephan Zinner                                                |
| 11       | 11  | 16. Februar 2017  | Josef Hader                                                                                        |
| 12       | 12  | 2. März 2017      | Luise Kinseher, Judith Milberg und Florian Wagner                                                  |
| 13       | 13  | 9. März 2017      | Tim Seyfi und Su Turhan                                                                            |
| 14       | 14  | 16. März 2017     | Martin Grubinger und Konstantin Wecker                                                             |
| 15       | 15  | 23. März 2017     | Thorsten Otto und Joy Denalane                                                                     |
| 16       | 16  | 30. März 2017     | Jonas Kaufmann und Mighty Oaks                                                                     |
| 17       | 17  | 6. April 2017     | Marcel Reif und der Autor Friedemann Karig                                                         |
| 18       | 18  | 13. April 2017    | Monika Baumgartner und Harry G                                                                     |
| 19       | 19  | 20. April 2017    | Kaya Yanar und der Rapper BBou                                                                     |
| 20       | 20  | 27. April 2017    | Jürgen Tonkel und Frank Buschmann                                                                  |
| 21       | 21  | 5. Mai 2017       | Wladimir Kaminer und Matthias Matuschik                                                            |
| 22       | 22  | 11. Mai 2017      | Harald Lesch und Kathrin von Steinburg                                                             |
| 23       | 23  | 18. Mai 2017      | Michael Mittermeier und die Woidboyz                                                               |
| 24       | 24  | 25. Mai 2017      | Magdalena Neuner und Rolf Miller                                                                   |
| 25       | 25  | 1. Juni 2017      | Katrin Müller-Hohenstein und Michael Fritz (Mitbegründer von Viva con Agua), Musik von Pam Pam Ida |
| 26       | 26  | 8. Juni 2017      | Uschi Glas und Robert Palfrader                                                                    |
| 27       | 27  | 15. Juni 2017     | Robert Stadlober und Jess Jochimsen                                                                |

### Staffel 2
| Nr. ges. | Nr. | Erstausstrahlung   | Gäste                                                            |
| -------- | --- | ------------------ | ---------------------------------------------------------------- |
| 28       | 1   | 14. September 2017 | Jan Josef Liefers mit Radio Doria und Uschi Dämmrich von Luttitz |
| 29       | 2   | 21. September 2017 | Veronica Ferres und Siegfried Rauch                              |
| 30       | 3   | 28. September 2017 | Michael Brandner und Ingmar Stadelmann                           |
| 31       | 4   | 5. Oktober 2017    | Die Prinzen und Harold Faltermeyer                               |
| 32       | 5   | 12. Oktober 2017   | Gitta Saxx und Ali Güngörmüş                                     |
| 33       | 6   | 19. Oktober 2017   | Jutta Speidel, Tommy Schwimmer und Ferdinand Schmidt-Modrow      |
| 34       | 7   | 26. Oktober 2017   | Johann Lafer und Wanda                                           |
| 35       | 8   | 2. November 2017   | Willy Astor und Maxi Schafroth                                   |
| 36       | 9   | 9. November 2017   | Roland Kaiser und Christine Theiss                               |
| 37       | 10  | 16. November 2017  | Max Uthoff und Gregor Seberg                                     |
| 38       | 11  | 23. November 2017  | Nina „Fiva“ Sonnenberg und Markus Weinzierl                      |
| 39       | 12  | 30. November 2017  | Michaela May und Ralf König                                      |
| 40       | 13  | 7. Dezember 2017   | Judith Rakers und Helge Schneider                                |
| 41       | 14  | 14. Dezember 2017  | Ursula Strauss und Dieter Thoma                                  |
| 42       | 15  | 21. Dezember 2017  | Karl Dall und Adele Neuhauser                                    |
| 43       | 16  | 4. Januar 2018     | Faber, Maike Kühl und Sebastian Pufpaff                          |
| 44       | 17  | 11. Januar 2018    | Johannes B. Kerner und Sina Trinkwalder                          |
| 45       | 18  | 18. Januar 2018    | Christina Große und Semino Rossi                                 |
| 46       | 19  | 25. Januar 2018    | Anja Kruse und Patrick Lindner                                   |
| 47       | 20  | 1. Februar 2018    | Roberto Blanco & Waterloo und Kathi Leitner                      |
| 48       | 21  | 15. Februar 2018   | Constanze Lindner und Schorsch Kirner                            |
| 49       | 22  | 22. Februar 2018   | Django Asül und Marisa Burger                                    |
| 50       | 23  | 1. März 2018       | Christine Eixenberger und Peter Schlickenrieder                  |
| 51       | 24  | 8. März 2018       | Natascha Ochsenknecht und Christian Stückl                       |
| 52       | 25  | 15. März 2018      | Till Brönner und Lilo Wanders                                    |
| 53       | 26  | 22. März 2018      | Christian Ude und Simon Pearce                                   |
| 54       | 27  | 5. April 2018      | Wolfgang Niedecken und Maschek.                                  |
| 55       | 28  | 12. April 2018     | Helmut Schleich und Anna Maria Sturm                             |
| 56       | 29  | 19. April 2018     | Claudia Pupeter und Klaus Eberhartinger                          |
| 57       | 30  | 26. April 2018     | Michael Schanze und Martin Semmelrogge                           |
| 58       | 31  | 3. Mai 2018        | Sonya Kraus und Axel Hacke                                       |
| 59       | 32  | 17. Mai 2018       | Peter Weck und Stefan Mross                                      |
| 60       | 33  | 24. Mai 2018       | Sunnyi Melles und Karsten Wettberg                               |

### Staffel 3
| Nr. ges. | Nr. | Erstausstrahlung   | Gäste                                                                               |
| -------- | --- | ------------------ | ----------------------------------------------------------------------------------- |
| 61       | 1   | 13. September 2018 | Spider Murphy Gang und Michl Müller                                                 |
| 62       | 2   | 20. September 2018 | DJ Ötzi und Louis Klamroth                                                          |
| 63       | 3   | 27. September 2018 | Alexander Herrmann und Stephan Zinner                                               |
| 64       | 4   | 4. Oktober 2018    | Max Moor und Senta Berger                                                           |
| 65       | 5   | 11. Oktober 2018   | Conchita und Sebastian Horn                                                         |
| 66       | 6   | 18. Oktober 2018   | Christiane Blumhoff und Pierre M. Krause                                            |
| 67       | 7   | 25. Oktober 2018   | DJ BoBo und Anja Reschke                                                            |
| 68       | 8   | 8. November 2018   | Marianne und Michael und DJ Hell                                                    |
| 69       | 9   | 15. November 2018  | Gela Allmann und Werner Schulze-Erdel                                               |
| 70       | 10  | 22. November 2018  | Miroslav Nemec, Martin Rütter und Mathias Kellner                                   |
| 71       | 11  | 29. November 2018  | David Garrett und August Schmölzer                                                  |
| 72       | 12  | 6. Dezember 2018   | Samy Deluxe und Wolfgang Krebs                                                      |
| 73       | 13  | 13. Dezember 2018  | Die Huberbuam (Thomas und Alexander Huber) und Jeannine Michaelsen                  |
| 74       | 14  | 20. Dezember 2018  | Eisi Gulp und Lizzy Aumeier                                                         |
| 75       | 15  | 27. Dezember 2018  | Christine Neubauer und Abdelkarim                                                   |
| 76       | 16  | 10. Januar 2019    | Martin Frank und Christian Tramitz                                                  |
| 77       | 17  | 17. Januar 2019    | Mathias Kellner und Sepp Maier                                                      |
| 78       | 18  | 24. Januar 2019    | Sebastian Reich und Saskia Vester                                                   |
| 79       | 19  | 31. Januar 2019    | Jochen Malmsheimer, Hilde Gerg und Jesper Munk                                      |
| 80       | 20  | 7. Februar 2019    | Günther Maria Halmer und SÜDEN (Werner Schmidbauer, Pippo Pollina, Martin Kälberer) |
| 81       | 21  | 14. Februar 2019   | Franz Xaver Gernstl und Christina Stürmer                                           |
| 82       | 22  | 21. Februar 2019   | Andreas Leopold Schadt und Manni Schwabl                                            |
| 83       | 23  | 7. März 2019       | Marie Waldburg und Dirk Stermann                                                    |
| 84       | 24  | 14. März 2019      | Thomas Gottschalk und Bernd Schmelzer                                               |
| 85       | 25  | 21. März 2019      | Helmfried von Lüttichau und Marcus H. Rosenmüller                                   |
| 86       | 26  | 28. März 2019      | Herbert Pixner und Dagmar Koller                                                    |
| 87       | 27  | 4. April 2019      | Florian Langenscheidt und Toni Polster                                              |
| 88       | 28  | 11. April 2019     | Karl Geiger und Roger Rekless                                                       |
| 89       | 29  | 25. April 2019     | Anne-Sophie Mutter und Axel Prahl                                                   |
| 90       | 30  | 2. Mai 2019        | Willy Michl und Markus Eisenbichler                                                 |
| 91       | 31  | 9. Mai 2019        | Bülent Ceylan und Woid Woife (Wolfgang Schreil)                                     |
| 92       | 32  | 16. Mai 2019       | Fettes Brot und Theo Waigel                                                         |
| 93       | 33  | 23. Mai 2019       | Hartmut Engler und Genija Rykova                                                    |

### Staffel 4
| Nr. ges. | Nr. | Erstausstrahlung   | Gäste |
| -------- | --- | ------------------ | --- |
| 94       | 1   | 12. September 2019 | Janina Hartwig und Rainer Maria Schießler                                                                             |
| 95       | 2   | 19. September 2019 | Richy Müller und Matthias Egersdörfer                                                                                 |
| 96       | 3   | 26. September 2019 | Urban Priol und Claudia Kleinert                                                                                      |
| 97       | 4   | 3. Oktober 2019    | Hans Sigl und Josef Ferstl (ohne Carolin Matzko)                                                                      |
| 98       | 5   | 10. Oktober 2019   | Markus Wasmeier und Erkan und Stefan                                                                                  |
| 99       | 6   | 17. Oktober 2019   | Andreas Martin Hofmeir und Dicht & Ergreifend                                                                         |
| 100      | 7   | 24. Oktober 2019   | Dagmar Wöhrl und Tobias Moretti                                                                                       |
| 101      | 8   | 6. November 2019   | Howard Carpendale und Jeanette Biedermann                                                                             |
| 102      | 9   | 14. November 2019  | Moop Mama und Bernhard Paul (ohne die Ringlstetter-Band, stattdessen spielt Moop Mama)                                |
| 103      | 10  | 21. November 2019  | Felix Neureuther und Jan Weiler                                                                                       |
| 104      | 11  | 28. November 2019  | Katharina Müller-Elmau und Claus-Peter Reisch                                                                         |
| 105      | 12  | 4. Dezember 2019   | Andreas Englisch und Han’s Klaffl                                                                                     |
| 106      | 13  | 11. Dezember 2019  | Barbara Stamm und Michael Mittermeier                                                                                 |
| 107      | 14  | 18. Dezember 2019  | Hans-Jürgen Buchner (Haindling) und Michael Sterner                                                                   |
| –        | –   | 2. Januar 2020     | Das Beste 2019: Sondersendung moderiert von Marianne und Michael Hartl, Gäste: Carolin Matzko und Hannes Ringlstetter |
| 108      | 15  | 8. Januar 2020     | Ottfried Fischer und Claudia Koreck                                                                                   |
| 109      | 16  | 15. Januar 2020    | Rolando Villazón und Gankino Circus                                                                                   |
| 110      | 17  | 22. Januar 2020    | Max Eberl und Collien Ulmen-Fernandes                                                                                 |
| 111      | 18  | 29. Januar 2020    | Helmut A. Binser und Christian Springer                                                                               |
| 112      | 19  | 5. Februar 2020    | Heinrich Del Core und ines Procter                                                                                    |
| 113      | 20  | 12. Februar 2020   | Django Asül und Hajo Seppelt                                                                                          |
| 114      | 21  | 26. Februar 2020   | Jörg Pilawa und Eli Wasserscheid                                                                                      |
| 115      | 22  | 4. März 2020       | Claudia Schlenger, Hanns Meilhamer (Herbert&Schnipsi) und Phil Laude                                                  |
| 116      | 23  | 11. März 2020      | Hans Jörg Bachmeier und Stefan Verra                                                                                  |
| 117      | 24  | 18. März 2020      | Thorsten Havener, Katrin Müller-Hohenstein und Stephan Zinner                                                         |
| 118      | 25  | 26. März 2020      | Sepp Schauer und Nicki                                                                                                |
| 119      | 26  | 2. April 2020      | Giovanni di Lorenzo und Suchtpotenzial                                                                                |
| 120      | 27  | 9. April 2020      | Ildikó von Kürthy und Rudolf Taschner                                                                                 |
| 121      | 28  | 16. April 2020     | Lisa Fitz und Marcus da Gloria Martins                                                                                |
| 122      | 29  | 23. April 2020     | Ulrich Wickert und Angela Ascher                                                                                      |
| 123      | 30  | 30. April 2020     | Anna Schaffelhuber und Stefan Scheider                                                                                |
| 124      | 31  | 7. Mai 2020        | Julia Scharf und Andy Borg                                                                                            |
| 125      | 32  | 14. Mai 2020       | Viktoria Rebensburg und Fredl Fesl                                                                                    |

### Staffel 5
| Nr. ges. | Nr. | Erstausstrahlung   | Gäste                                              |
| -------- | --- | ------------------ | -------------------------------------------------- |
| 126      | 1   | 10. September 2020 | Hubert von Goisern und Sebastian Bezzel            |
| 127      | 2   | 17. September 2020 | Helge Schneider und Martina Schwarzmann            |
| 128      | 3   | 24. September 2020 | Veronika von Quast und Michael Ostrowski           |
| 129      | 4   | 1. Oktober 2020    | Sebastian Pufpaff und Wolfgang Pauritsch           |
| 130      | 5   | 8. Oktober 2020    | Lisa Maria Potthoff und Gil Ofarim                 |
| 131      | 6   | 15. Oktober 2020   | Yael Adler und Tom Beck                            |
| 132      | 7   | 22. Oktober 2020   | Eva Karl-Faltermeier und Elton                     |
| 133      | 8   | 5. November 2020   | Marion Kiechle und Max von Thun                    |
| 134      | 9   | 12. November 2020  | Marion Kracht und Dieter Hanitzsch                 |
| 135      | 10  | 19. November 2020  | Konstantin Wecker, Sarah Straub und Maren Kroymann |
| 136      | 11  | 26. November 2020  | Sabine Sauer, Miroslav Nemec und Udo Wachtveitl    |
| 137      | 12  | 3. Dezember 2020   | Ina Müller und Paul Sedlmeir                       |
| 138      | 13  | 10. Dezember 2020  | Fritz Karl und Rosalie Thomass                     |
| 139      | 14  | 17. Dezember 2020  | Francine Jordi, Jörg Pilawa und Christian Berkel   |
| -        | -   | 7. Januar 2021     | Die Outtakes – Das Beste aus 2020                  |
| 140      | 15  | 14. Januar 2021    | Anni Friesinger und Götz Alsmann                   |
| 141      | 16  | 21. Januar 2021    | Max Mutzke und Max Müller                          |
| 142      | 17  | 28. Januar 2021    | Christian Danner und Hans Schuierer                |
| 143      | 18  | 4. Februar 2021    | Susanne Rohrer und Charles Schumann                |
| 144      | 19  | 11. Februar 2021   | Maxi Schafroth und Toni Innauer                    |
| 145      | 20  | 18. Februar 2021   | Claus von Wagner und Anna Clauß                    |
| 146      | 21  | 25. Februar 2021   | Lea Rieck und August Zirner                        |
| 147      | 22  | 4. März 2021       | Mirja Boes und Didi Hamann                         |
| 148      | 23  | 11. März 2021      | Christine Westermann und Ludwig „Lucki“ Maurer     |
| 149      | 24  | 18. März 2021      | Barbara Becker und Toni Roiderer                   |
| 150      | 25  | 25. März 2021      | Anselm Bilgri und Maite Kelly                      |
| 151      | 26  | 1. April 2021      | Judith Richter und Heino Ferch                     |
| 152      | 27  | 9. April 2021      | Stefanie Hertel und Max Grünzinger                 |
| 153      | 28  | 15. April 2021     | Marie Waldburg und Michael A. Grimm                |
| 154      | 29  | 22. April 2021     | Alfred Dorfer und Thorsten Otto                    |
| 155      | 30  | 29. April 2021     | Laura Dahlmeier und Till Hofmann                   |
| 156      | 31  | 6. Mai 2021        | Natalie Amiri und Helmut Schleich                  |
| 157      | 32  | 20. Mai 2021       | Rita Falk und Peter Schilling                      |
| 158      | 33  | 27. Mai 2021       | Karlheinz Kas und Tobi Krell                       |
| 159      | 34  | 3. Juni 2021       | Helmfried von Lüttichau und Jan Delay              |
| 160      | 35  | 10. Juni 2021      | Judith Rakers und Waldemar Hartmann                |

### Staffel 6
| Nr. ges. | Nr. | Erstausstrahlung   | Gäste |
| -------- | --- | ------------------ | --- |
| 161      | 1   | 16. September 2021 | Gloria von Thurn und Taxis und Heiner Lauterbach |
| 162      | 2   | 23. September 2021 | Angela Ascher, Luise Kinseher und Ralf Bauer |
| 163      | 3   | 30. September 2021 | Cordula Stratmann und Willi Resetarits |
| 164      | 4   | 7. Oktober 2021    | Martina Schwarzmann und Hans Kammerlander |
| 165      | 5   | 14. Oktober 2021   | Sven Bender und Adnan Maral |
| 166      | 6   | 21. Oktober 2021   | Christoph Süß und Margit Auer |
| 167      | 7   | 28. Oktober 2021   | Christine Eixenberger und Max von Milland |
| 168      | 8   | 4. November 2021   | DJ Ötzi und Stefan Aust |
| 169      | 9   | 18. November 2021  | Frank Markus Barwasser, Günther Koch und Verena Gotzler |
| 170      | 10  | 25. November 2021  | Frank Elstner, Suzanna Randall und Jens Volkmann |
| 171      | 11  | 2. Dezember 2021   | Horst Lichter und Samira El Quassil |
| 172      | 12  | 9. Dezember 2021   | Hera Lind und Klaus Voormann |
| 173      | 13  | 16. Dezember 2021  | Stefan Murr, Heinz-Josef Braun und Bonnie Tyler |
| –        | –   | 30. Dezember 2021  | Die Show: Sendung um 20:15 Uhr mit vielen Gästen: Helmfried von Lüttichau, Martina Schwarzmann, Hans Sigl, Franz Xaver Gernstl, Ludwig „Lucki“ Maurer, Stephan Zinner, Maxi Schafroth, Claudia Koreck, Christine Eixenberger sowie Peter Brugger und Till Hofmann (die beiden letztgenannten bilden zusammen mit Hannes Ringlstetter die musikalische Gruppierung „Allmšik“, welcher in dieser Sendung ihren Premierenauftritt hatte) |
| –        | –   | 6. Januar 2022     | Das Beste 2021: Sondersendung moderiert von Carolin Matzko und Hannes Ringlstetter |
| 174      | 14  | 13. Januar 2022    | Christian Tramitz und Jürgen von der Lippe (ohne Carolin Matzko) |
| 175      | 15  | 20. Januar 2022    | Janina Kugel und Bernd Helfrich |
| 176      | 16  | 27. Januar 2022    | Doris Engelhard und Christian Neureuther |
| 177      | 17  | 3. Februar 2022    | Elena Uhlig und Marcus Mittermeier |
| 178      | 18  | 10. Februar 2022   | Denis Scheck und Maria Reiser „RiA“ |
| 179      | 19  | 17. Februar 2022   | Oliver Polak und Sebastian Klussmann |
| 180      | 20  | 24. Februar 2022   | Patrick Lindner und Sophia Flörsch |
| 181      | 21  | 3. März 2022       | Reinhold Messner und Christopher Kloiber (+ Gespräch mit Ricky Harris (im Studio) und Malik Harris (online)) |
| 182      | 22  | 10. März 2022      | David Garrett und Simon Schempp |
| 183      | 23  | 17. März 2022      | Britta Heidemann und Florian Weber |
| 184      | 24  | 24. März 2022      | Beatrice Richter und Martin Frank |
| 185      | 25  | 31. März 2022      | Michaela May und Alfons |
| 186      | 26  | 7. April 2022      | Atze Schröder und Ami Warning |
| 187      | 27  | 14. April 2022     | Wigald Boning und Stefan Dettl |
| 188      | 28  | 21. April 2022     | Gloria Gray und Gerhart Baum |
| 189      | 29  | 28. April 2022     | Götz Otto und Mark Benecke |
| 190      | 30  | 5. Mai 2022        | Nino de Angelo und Severin Freund |
| 191      | 31  | 12. Mai 2022       | Bettina Tietjen und Sportfreunde Stiller |
| 192      | 32  | 19. Mai 2022       | Alice und Ellen Kessler und The BossHoss |
| –        | –   | 2. Juni 2022       | Die besten Musikmomente: Rückblick auf die besten musikalischen Auftritte bei Ringlstetter zwischen 2016 und 2022 |

### Staffel 7
| Nr. ges. | Nr. | Erstausstrahlung   | Gäste |
| -------- | --- | ------------------ | --- |
| 193      | 1   | 15. September 2022 | Deniz Aytekin und Martina Schwarzmann |
| 194      | 2   | 22. September 2022 | Katja Ebstein und Rick Kavanian |
| 195      | 3   | 29. September 2022 | Ehrlich Brothers und Felix Loch |
|          |     | 7. Oktober 2022    | Die für diesen Tag geplante Sendung fiel kurzfristig aus persönlichen Gründen von Hannes Ringlstetter aus. Stattdessen wurde nochmal die Sendung Die besten Musikmomente aus der vorherigen Staffel wiederholt, in welcher Hannes Ringlstetter und Caro Matzko auf einige der besten musikalischen Auftritte bei „Ringlstetter“ zurückschauten. |
| 196      | 4   | 13. Oktober 2022   | Christine Eixenberger und Manuel Baum |
| 197      | 5   | 20. Oktober 2022   | Sissi Perlinger und Peter Kraus |
| 198      | 6   | 3. November 2022   | Nelson Müller und der Schmidt Max |
| 199      | 7   | 10. November 2022  | Eva Karl-Faltermeier und Beni Hafner alias „Oimara“ |
| 200      | 8   | 17. November 2022  | Maria Rossbauer und Wolfgang Trepper |
| 201      | 9   | 24. November 2022  | Timon Krause und Dieter Fischer |
| 202      | 10  | 1. Dezember 2022   | Klaus Steinbacher und Emil Steinberger |
| 203      | 11  | 8. Dezember 2022   | Sandra Rieß und Django 3000 (Kamil Müller und Florian Starflinger) sowie Helge Schneider als Überraschungsgast |
| 204      | 12  | 15. Dezember 2022  | Haya Molcho und Johannes B. Kerner |
| 205      | 13  | 22. Dezember 2022  | Linda Zervakis und Hans Sigl |
| –        | –   | 5. Januar 2023     | Das Beste 2022: Sondersendung moderiert von Carolin Matzko und Hannes Ringlstetter |
| 206      | 14  | 2. März 2023       | Maria Höfl-Riesch und Ferdinand Hofer |
| 207      | 15  | 9. März 2023       | Cathy Hummels und Roland Schreglmann |
| 208      | 16  | 16. März 2023      | Charles M. Huber und Johannes Lochner |
| 209      | 17  | 23. März 2023      | Lars Eidinger und Jimmy Hartwig |
| 210      | 18  | 30. März 2023      | Annika Preil und Thomas Huber, Musik von Roy Bianco & Die Abbrunzati Boys |
| 211      | 19  | 6. April 2023      | Brigitte Hobmeier und Howard Carpendale |
| 212      | 20  | 13. April 2023     | Peggy March und Elias Hauck & Dominik Bauer |
| 213      | 21  | 20. April 2023     | Evelyn Weigert und Andreas Kümmert |
| 214      | 22  | 27. April 2023     | Bernadette Heerwagen und Gert Steinbäcker |
| 215      | 23  | 5. Mai 2023        | Tim Bendzko und Thomas Stipsits |
| 216      | 24  | 11. Mai 2023       | Kai Pflaume und Özcan Coşar, Musik von Christopher Seiler von Seiler und Speer |
| 217      | 25  | 23. Mai 2023       | Giovanni di Lorenzo und Konrad Abeltshauser |
| 218      | 26  | 1. Juni 2023       | Anita Eichhorn und Markus Babbel, Musik „Gardasee“ von Hannes Ringlstetter mit Beni Hafner alias „Oimara“ und Max Kronseder sowie Stefan Langer an der Trompete |
| 219      | 27  | 15. Juni 2023      | Anna Loos und Bernd Schmelzer |
| 220      | 28  | 22. Juni 2023      | Simon Schwarz und Judith Rakers, Musik vom Oberpfälzer Michael Honig alias „Bbou“ |
| –        | –   | 29. Juni 2023      | Ringlstetter Spezial: Denk- und Merkwürdiges mit Hannes und Caro (1/6) In diesem „Ringlstetter Spezial“ dreht sich alles um Highlights und Schmankerl aus den 220 vergangenen Folgen |
| –        | –   | 28. September 2023 | Ringlstetter Spezial: Denk- und Merkwürdiges mit Hannes und Caro (2/6) In diesem „Ringlstetter Spezial“ dreht sich alles um Höhepunkte aus den 220 vergangenen Folgen |
| –        | –   | 5. Oktober 2023    | Ringlstetter Spezial: Denk- und Merkwürdiges mit Hannes und Caro (3/6) In diesem „Ringlstetter Spezial“ dreht sich alles um Frauenpower aus den 220 vergangenen Folgen |
| –        | –   | 11. Januar 2024    | Die besten Musikmomente Vol.2: Rückblick auf einige der besten musikalischen Auftritte bei Ringlstetter |
| –        | –   | 18. Januar 2024    | Ringlstetter Spezial: Denk- und Merkwürdiges mit Hannes und Caro (4/6) In diesem „Ringlstetter Spezial“ dreht sich alles ums Scheitern mit Gästen aus den 220 vergangenen Folgen |
| –        | –   | 25. Januar 2024    | Ringlstetter Spezial: Denk- und Merkwürdiges mit Hannes und Caro (5/6) In diesem „Ringlstetter Spezial“ dreht sich alles um den Sport mit Gästen aus den 220 vergangenen Folgen |
| –        | –   | 1. Februar 2024    | Ringlstetter Spezial: Denk- und Merkwürdiges mit Hannes und Caro (6/6) In diesem „Ringlstetter Spezial“ dreht sich alles um Leidenschaften und Emotionen mit Gästen aus den 220 vergangenen Folgen |

### Staffel 8
| Nr. ges. | Nr. | Erstausstrahlung | Gäste |
| -------- | --- | ---------------- | --- |
| 221      | 1   | 8. Februar 2024  | Josef Hader und Nadine Nurasyid, Musik von „Die Nowak“ |
| 222      | 2   | 15. Februar 2024 | Sonja Kirchberger und Roman Deininger, Musik vom Keller Steff |
| 223      | 3   | 22. Februar 2024 | Felix Neureuther und die „Spezi Suchtis“, Musik von Stefan Stoppok und Fortuna Ehrenfeld |
| 224      | 4   | 29. Februar 2024 | Florian Brückner und Mathias Kellner |
| 225      | 5   | 7. März 2024     | Bülent Ceylan und Leonie und Sarah Brand |
| 226      | 6   | 14. März 2024    | Christina Stürmer und Paul Breitner |
| 227      | 7   | 21. März 2024    | Michaela May, Jutta Speidel und Robert Palfrader, Musik von Midge’s Pocket |
| 228      | 8   | 28. März 2024    | Werner Schmidbauer und Sven Ottke, Musik von Martin Kälberer und Werner Schmidbauer |
| 229      | 9   | 4. April 2024    | Jochen Busse und Maximilian Prüfer, Musik von Herbert Pixner und Manuel Randi |
| 230      | 10  | 11. April 2024   | Günter Grünwald und Martina Bogdahn, Musik von Gymmick |
| 231      | 11  | 18. April 2024   | Uschi Glas und Elli Erl |
| 232      | 12  | 25. April 2024   | Andrea Petković und August Schmölzer |
| 233      | 13  | 2. Mai 2024      | Charly Hübner und Angela Ascher, Musik von Laila Montana |
| 234      | 14  | 16. Mai 2024     | Heinz Rudolf Kunze und Kathi Wolf |
| 235      | 15  | 23. Mai 2024     | Franziska Böhler und Stephan Zinner |
| 236      | 16  | 6. Juni 2024     | Max Mutzke und Katrin Habenschaden |
|          |     | 9. Januar 2025   | Das Beste 2024 mit Heinz Rudolf Kunze, Uschi Glas, Josef Hader, Felix Neureuther, Sonja Kirchberger, Bülent Ceylan, Günter Grünwald und Charly Hübner                                                                               |
|          |     | 16. Januar 2025  | Talk Classics mit Gästen aus über acht Jahren (1/3). In diesem Talk Classics geht es um Freiheit und Autonomie – mit Senta Berger, David Garrett, Conchita Wurst und dem Woid Woife                                                 |
|          |     | 23. Januar 2025  | Talk Classics mit Gästen aus über acht Jahren (2/3). In diesem Talk Classics geht es um Lebenskrisen und Bestimmungen unter anderem mit Howard Carpendale, Lucky Maurer, Maren Kroymann und Michaela May                            |
|          |     | 30. Januar 2025  | Talk Classics mit Gästen aus über acht Jahren (3/3). In diesem Talk Classics geht es um Erfolgsgeheimnisse und Misserfolge – mit Emil Steinberger, Christine Westermann, Roland Kaiser, Martin Frank und Christiane Pearce-Blumhoff |

### Staffel 9
| Nr. ges. | Nr. | Erstausstrahlung | Gäste                                                                                              |
| -------- | --- | ---------------- | -------------------------------------------------------------------------------------------------- |
| 237      | 1   | 6. Februar 2025  | Fritz Egner und Noah Hansen, Musik von Django 3000                                                 |
| 238      | 2   | 13. Februar 2025 | Martin Rütter und Katrin Müller-Hohenstein, Musik von Kellerkommando                               |
| 239      | 3   | 20. Februar 2025 | Marcus Fahn und Thomas Dreßen, Musik von Susi Raith und die Spießer                                |
| 240      | 4   | 27. Februar 2025 | David Garrett und Mitsou Jung                                                                      |
| 241      | 5   | 6. März 2025     | Django Asül und Tijen Onaran, Musik von Ami Warning                                                |
| 242      | 6   | 13. März 2025    | Jan Josef Liefers und Ameli Neureuther, Musik mit Jan Josef Liefers                                |
| 243      | 7   | 20. März 2025    | Volker Heißmann, Anja Renner und Josia Topf, Musik mit Volker Heißmann                             |
| 244      | 8   | 27. März 2025    | Josef Brustmann, Sebastian Horn und Santiano Sänger Timsen, Musik mit Santiano Sänger Timsen       |
| 245      | 9   | 3. April 2025    | Simon Schwarz, Manuel Rubey und der Comedian Ralf Winkelbeiner, Musik mit der Rapperin Leniliciouz |
| 246      | 10  | 10. April 2025   | Claus von Wagner, Kathrin Anna Stahl, Musik mit Widersacher aller Liedermacher                     |
| 247      | 11  | 17. April 2025   | Cordula Stratmann, Oimara, Musik mit Oimara                                                        |
| 248      | 12  | 24. April 2025   | Stephan Zinner, Woid Woife (Wolfgang Schreil), Musik mit Stephan Zinner                            |
| 249      | 13  | 8. Mai 2025      | Martina Schwarzmann, Max Giesinger, Musik mit Max Giesinger                                        |
| 250      | 14  | 15. Mai 2025     | Karl-Theodor zu Guttenberg, Anton Schmaus, Musik mit Jan Plewka                                    |

## Ringlstetter Web-Specials
An manchen Sendetagen wurde zusätzlich zur regulären Ringlstetter-Sendung noch eine Web-exclusive Fortsetzung der Sendung gedreht, in welcher Hannes Ringlstetter mit seinen aktuellen und zusätzlichen Gästen bayerischem Brauchtum nachgeht, wie z. B. dem Schafkopf-Spiel, dem Eisstockschießen oder dem Darts. Diese ersten Fortsetzungen waren nach Ausstrahlung der regulären Sendung im Fernsehen nur in der BR-Mediathek zu sehen. Die Darts-Nacht wurde erstmals nach der regulären Sendung auch im BR Fernsehen übertragen. Die Gäste der regulären Sendung (Sissi Perlinger und Peter Kraus) waren jedoch nicht dabei. Es wurden nur die beiden Halbfinals sowie das Finale im Fernsehen übertragen, das Spiel um Platz drei war hingegen nur in der Mediathek abrufbar.

### Ringlstetter Schafkopfnacht
| Nr. | Titel                              | Erstausstrahlung  | Gäste                                                   | Moderation   |
| --- | ---------------------------------- | ----------------- | ------------------------------------------------------- | ------------ |
| 1   | Die 1. Ringlstetter Schafkopfnacht | 17. Januar 2019   | Sepp Maier, Benedikt Karl und Susanne Rohrer            | Dominik Pöll |
| 2   | Die 2. Ringlstetter Schafkopfnacht | 21. November 2019 | Felix Neureuther, Claudia Koreck und Marcus Mittermeier | Dominik Pöll |

### Ringlstetter. Das große Eisstockschießen
| Nr. | Titel                      | Erstausstrahlung  | Gäste                                                                                            | Moderation                                                  |
| --- | -------------------------- | ----------------- | ------------------------------------------------------------------------------------------------ | ----------------------------------------------------------- |
| 1   | Das große Eisstockschießen | 18. November 2021 | Frank-Markus Barwasser, Claudia Finger-Erben, Helmut A. Binser und Woid Woife (Wolfgang Schreil) | Kommentator: Günther Koch, Schiedsrichterin: Verena Gotzler |

### Ringlstetter. Die Darts-Nacht
| Nr. | Titel           | Erstausstrahlung | Gäste | Moderation                   |
| --- | --------------- | ---------------- | --- | ---------------------------- |
| 1   | Die Darts-Nacht | 20. Oktober 2022 | Team Schauspiel: Christine Eixenberger und Mitsou Jung (1. Platz) Team Sport: Manuel Baum und Hilde Gerg (2. Platz) Team Maurer-Brüder: Lucki Maurer und Sepp Maurer (3. Platz) Team Ringelstetter: Hannes Ringlstetter und Caro Matzko (4. Platz) | Kommentator: Bernd Schmelzer |

### Ringlstetter. Das große Finale
| Nr. | Titel            | Erstausstrahlung | Gäste                                                                                        |
| --- | ---------------- | ---------------- | -------------------------------------------------------------------------------------------- |
| 1   | Das große Finale | 22. Mai 2025     | U.a. Jörg Pilawa, Christian Tramitz, Sebastian Pufpaff, Lucki Maurer und The Schick-Sisters. |

## Kritik
Die Süddeutsche Zeitung äußerte sich nach dem Start der ersten Episode im Dezember 2016 positiv:
„Die Chancen stehen nicht schlecht, dass Ringlstetter lässig-intelligenter TV-Unterhaltung ein Zuhause gibt, abseits von Comedy-Flachsinn oder Kabarett-Rechthaberei.“